# Zack Stortini
Zachery „Zack“ Stortini (* 11. September 1985 in Elliot Lake, Ontario) ist ein ehemaliger kanadischer Eishockeyspieler und -trainer, der im Verlauf seiner aktiven Karriere zwischen 2001 und 2019 unter anderem 257 Spiele für die Edmonton Oilers und Nashville Predators in der National Hockey League (NHL) auf der Position des Centers bestritten hat. Zudem absolvierte Stortini, der den Spielertyp des Enforcers verkörperte, weitere 668 Partien in der American Hockey League (AHL). Dort gewann er in den Jahren 2007 mit den Hamilton Bulldogs und 2019 mit den Charlotte Checkers jeweils den Calder Cup.

## Karriere

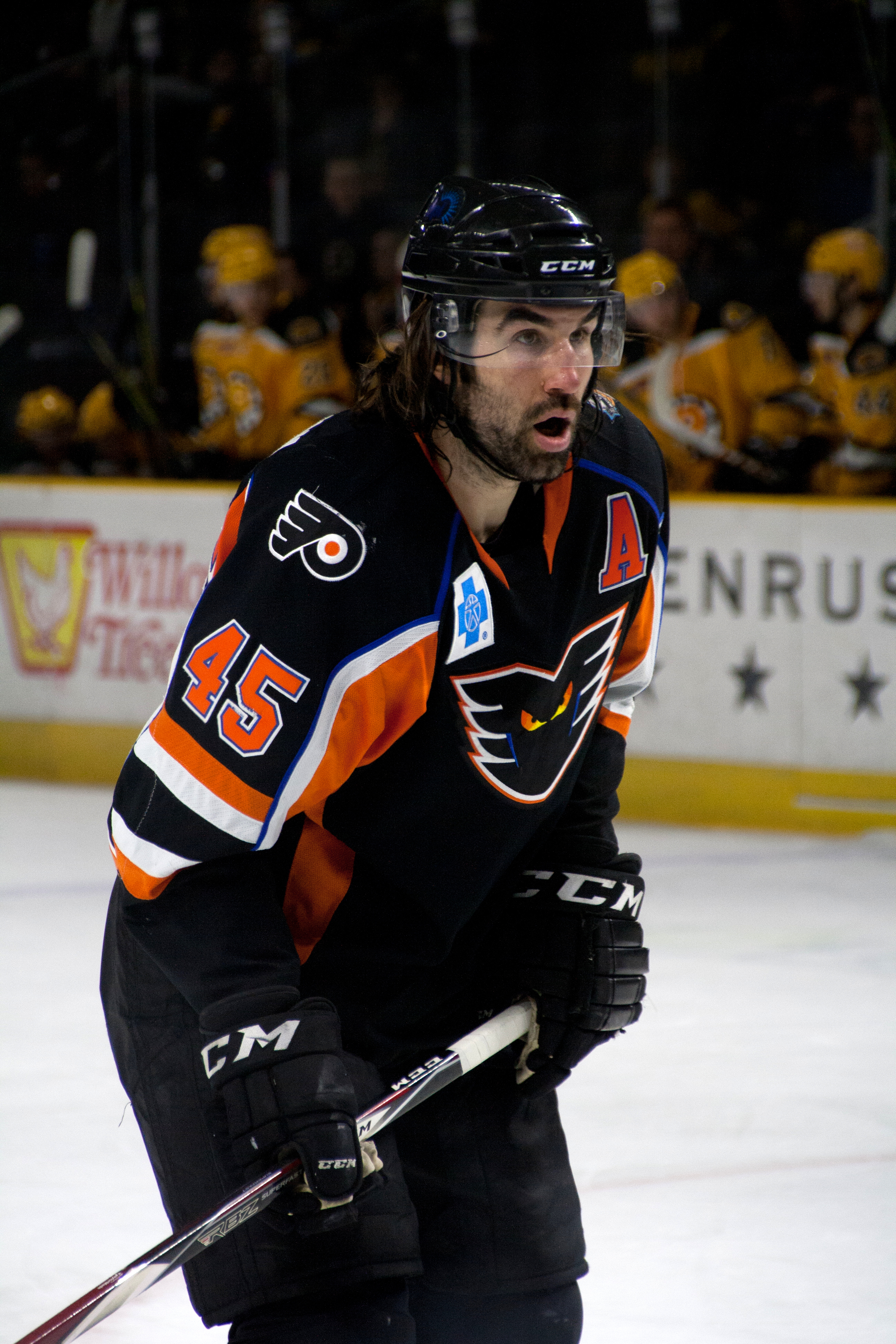
Stortini im Trikot der Lehigh Valley Phantoms (2015)

Stortini begann seine Karriere als Eishockeyspieler bei den Newmarket Hurricanes, für die er in der Saison 2000/01 in der Ontario Junior Hockey League aktiv war. Anschließend spielte er vier Jahre lang für die Sudbury Wolves in der Ontario Hockey League. In dieser Zeit wurde er im NHL Entry Draft 2003 in der dritten Runde als insgesamt 94. Spieler von den Edmonton Oilers ausgewählt. Zunächst stand der Angreifer jedoch in der Saison 2005/06 für die Iowa Stars und Milwaukee Admirals in der American Hockey League (AHL) auf dem Eis, ehe er im folgenden Jahr sein Debüt in der National Hockey League für die Oilers gab, von denen er bis zum Saisonende 2010/11 regelmäßig in der NHL eingesetzt wurde.
Am 5. Juli 2011 unterzeichnete Stortini einen Zweiwegevertrag für ein Jahr bei den Nashville Predators, kam allerdings beinahe ausschließlich im Farmteam bei den Milwaukee Admirals zum Einsatz. Nachdem er die darauffolgende Spielzeit bei den Hamilton Bulldogs verbracht hatte, unterzeichnete der Kanadier im Juli 2013 einen Einjahresvertrag bei den Anaheim Ducks. Die Ducks setzten ihn ausschließlich in der AHL bei den Norfolk Admirals ein, ebenso wie die Philadelphia Flyers in der Saison 2014/15 bei den Lehigh Valley Phantoms. Im Juli 2015 schloss er sich mit einem Zweijahresvertrag den Ottawa Senators an, deren Farmteam, die Binghamton Senators, er eineinhalb Jahre als Kapitän anführte. Im Januar 2017 wurde Stortini dann samt Buddy Robinson und einem Siebtrunden-Wahlrecht für den NHL Entry Draft 2017 an die San Jose Sharks abgegeben, die im Gegenzug Tommy Wingels nach Ottawa schickten.
Anschließend erhielt Stortini keinen weiterführenden Vertrag in San Jose, sodass er sich im Juli 2017 als Free Agent den Charlotte Checkers aus der AHL anschloss. Mit diesen gewann er im Juni 2019 zum zweiten Mal in seiner Karriere den Calder Cup, den er erstmals im Jahr 2007 mit den Hamilton Bulldogs gewonnen hatte, und beendete darauffolgend im Alter von 33 Jahren seine aktive Karriere. In der Folge war er drei Jahre als Assistenztrainer bei seinem ehemaligen Juniorenteam Sudbury Wolves in der OHL tätig. Seit Sommer 2022 arbeitet Stortini in gleicher Position bei den Tucson Roadrunners in der AHL.

## Erfolge und Auszeichnungen
- 2007 Calder-Cup-Gewinn mit den Hamilton Bulldogs
- 2019 Calder-Cup-Gewinn mit den Charlotte Checkers

## Karrierestatistik
(Legende zur Spielerstatistik: Sp oder GP = absolvierte Spiele; T oder G = erzielte Tore; V oder A = erzielte Assists; Pkt oder Pts = erzielte Scorerpunkte; SM oder PIM = erhaltene Strafminuten; +/− = Plus/Minus-Bilanz; PP = erzielte Überzahltore; SH = erzielte Unterzahltore; GW = erzielte Siegtore; 1 Play-downs/Relegation; Kursiv: Statistik nicht vollständig)